# Garretson W. Gibson
Garretson Wilmot Gibson (20 de mayo de 1832 - 26 de abril de 1910) fue un político liberiano, 14º presidente de Liberia desde el 11 de diciembre de 1900 hasta el 4 de enero de 1904. 
Nacido en Maryland, Estados Unidos, su familia emigró a Liberia en 1835. Después de recibir una educación en escuelas misioneras, regresó a Maryland para estudiar teología. Ordenado sacerdote, se desempeñó como rector de la Iglesia Episcopal de la Trinidad en Monrovia. También se desempeñó como capellán del Senado de Liberia. Más tarde, se desempeñó como Presidente de la Junta de Fideicomisarios de la Universidad de Liberia y durante un tiempo Presidente de la misma.
Gibson comenzó su vida política como juez de paz. Con la elección de William David Coleman como presidente en 1896, Gibson fue nombrado Secretario del Interior. Era secretario de Estado cuando Coleman renunció en 1900 y, como no había vicepresidente, Gibson fue elegido para sucederlo. Ganó la elección presidencial ese mismo año, y sirvió hasta 1904, cuando le sucedió su Secretario de Hacienda, Arthur Barclay.
El presidente Gibson murió en Monrovia el 26 de abril de 1910. Fue el último presidente de Liberia nacido en los Estados Unidos.